# Stein Mehren
Stein Mehren, född 16 maj 1935 i Oslo, död 28 juli 2017 i Oslo, var en norsk författare, poet och bildkonstnär.
Han studerade filosofi och biologi. Som författare har han huvudsakligen skrivit lyrik, men också romaner, essäer och teaterstycken. Han debuterade med diktsamlingen Gjennom stillheten en natt 1960.
Under 1980-talet kommer en mörkare ton in i dikterna. Sjukdom och död kommer in som ett motiv, och tidigare motiv som barndomen och kärleken får inslag av sorg och kris. Nu är det gärna den kärleken som är förbi som skildras.
I sina essäer och också i de två romanerna De utydelige och Titanene förhåller han sig kulturkritisk, där han lika gärna angriper politiseringarna av konsten på 70-talet som socialdemokraternas plan- och förmyndarsamhälle. 
Han debuterade som bildkonstnär 1993 med tavlor utställda i Galleri Haaken i Oslo, och har också givit ut flera böcker där dikt och bilder är sammanställda, till exempel Kjærlighetsdikt (1997).